# 꿈꾸는 남자는 현실주의자
꿈꾸는 남자는 현실주의자(일본어: 夢見る男子は現実主義者 The Dreaming Boy Is a Realist[*])는 오케마루가 글을 쓰고 사바 미조레가 그림을 그린 일본의 라이트 노벨 시리즈이다. 2018년 12월 사용자 제작 소설 출판 웹사이트 소설가가 되자에서 웹 소설로 처음 연재되었다. 이후 하비 재팬(Hobby Japan)에 인수되어 2020년 6월 HJ 문고 라이트 노벨 각인으로 라이트 노벨 출판을 시작했다. 요시키타 포푸리가 그린 만화 각색판은 2021년 3월 카도카와 쇼텐의 소년 에이스 플러스 웹사이트에서 연재를 시작했다. 스튜디오 고쿠미와 AXsiZ가 제작한 애니메이션 TV 시리즈 각색판은 2023년 7월부터 9월까지 방영되었다.

## 개요
사죠 와타루는 같은 반의 아름다운 소녀 나츠카와 아이카에게 같이 나가서 거절당하자고 괴롭히며 요구하고 있다. 어느 날, 날아다니는 축구공이 그의 성격을 급속도로 변화시키고 그가 그녀에게 합당하지 않다는 결론을 내리고 그녀와 거리를 두기 시작한다. 그러나 아이카는 이제 그가 자신을 싫어한다고 잘못 생각하고 그와 관계를 맺기 시작한다. 두 명의 반 친구가 자신의 감정을 전달하기 위해 애쓰는 상황, 특히 다른 소녀들이 와타루를 주목하기 시작하는 상황에서 로맨틱 코미디가 시작된다.